# Tiazida
Las tiazidas (también, tiacidas) son una familia de compuestos químicos heterocíclicos que se caracterizan por poseer átomos de azufre y de nitrógeno. Con frecuencia se utiliza este término para denominar a los diuréticos tiazídicos, que en realidad son compuestos derivados de la benzotiadiazina, es decir, se trata de compuestos con un átomo de azufre y dos de nitrógeno unidos a un núcleo benceno.

## Denominación
|                |                |                            |
| 1,2-Tiazinano  | 1,3-Tiazinano  | 1,4-Tiazinano tiomorfolino |
|                |                |                            |
| 2H-1,2-Tiazina | 2H-1,4-Tiazina | 4H-1,4-Tiazina             |

Debido a que el término tiazida se suele utilizar para referirse tanto al tipo de molécula como al medicamento, algunas veces esto puede llevar a la confusión; ya que algunos tipos de moléculas derivadas de las benzotiadiazinas (los diuréticos tiazídicos) son considerados como moléculas de tipo tiazida, aunque hay algunos que actúan de la misma forma que los diuréticos tiazídicos y no son tiazidas desde el punto de vista químico. En el contexto farmacológico, un medicamento tipo tiazida, se refiere a un medicamento que actúa sobre el cotransportador de sodio-cloruro.
Desde el punto de vista químico, las tiazidas más sencillas que existen son los tiazinanos, un único ciclo con todos los enlaces saturados un átomo de azufre y uno de ntrógeno; y las tiazinas, formadas por un único ciclo insaturado con un único átomo de azufre y un único átomo de nitrógeno, y de las cuales el compuesto representativo es la 4H-1,4-tiazina llamada informalmente tiazina.
Las tiazinas con un átomo de azufre y dos de nitrógeno se denominan tiadiazinas, y las tiazidas con dos átomos de azufre y uno de nitrógeno se denominan ditiazinas.